# José Manuel Álvarez
José Manuel Álvarez (1859-1916) fue un médico y político argentino, gobernador de la provincia de Córdoba.

## Gobernación de Córdoba
En enero de 1901, el Colegio Electoral designó a José Manuel Álvarez como gobernador y a Nicolás M. Berrotarán como vicegobernador de Córdoba. De esa manera, el Partido Autonomista Nacional continuaba dirigiendo los destinos provinciales más allá de las críticas de los opositores, como la Unión Cívica Radical, hacia el Unicato. Su elección fue controvertida ya que imperaba al igual que en gran parte del país el fraude electoral.
La acción de gobierno de José Manuel Álvarez siguió, como no podía ser de otra manera, las políticas de su antecesor. La sombra del presidente Roca, quien pasaba largas temporadas en su estancia La Paz, estaba presente en casi todas las decisiones del Estado debido a sus prácticas políticas de tinte oligárquico, manipulación de elecciones, clientelismo, falta de libertad política, etc.
En 1902, y a raíz de una epidemia de paludismo, se procedió a la apertura de unas instalaciones destinadas al aislamiento de los enfermos, que con el paso de los años se transformaría en el Hospital Rawson (Córdoba).

### La sucesión de Rodríguez
Finalizaba el año 1903 y se acercaba un nuevo tiempo electoral, tanto en la provincia como en la Nación. En Buenos Aires, Roca llegaba al final de su mandato, y más allá de la fuerte y creciente oposición de la Unión Cívica Radical (liderada por Hipólito Yrigoyen luego del suicidio de su tío Leandro N. Alem), la fórmula oficialista Manuel Quintana-José Figueroa Alcorta se encaminaba al triunfo.
Algo similar sucedía en Córdoba, a pesar de las recurrentes críticas realizadas a los mecanismos electorales y a las manipulaciones de los comicios por parte del oficialismo, ya que el voto era público.
Como venía sucediendo ininterrumpidamente desde hacía más de dos décadas, el Partido Autonomista Nacional imponía otra vez en 1904 al gobernador y vice de la provincia de Córdoba, José Vicente de Olmos y Félix T. Garzón, respectivamente. 
| Predecesor: Donaciano del Campillo | Gobernador de Córdoba 1901-1904 | Sucesor: José Vicente de Olmos |